# Население Фиджи
Население Фиджи. Численность населения страны в 2015 году составляла 909 тыс. человек (162-е место в мире). Численность фиджийцев стабильно растёт, рождаемость в 2015 году составила 19,43‰ (88 место в мире), смертность — 6,04‰ (163-е место в мире), естественный прирост населения — 0,67% (149 место в мире).

## Естественное движение населения

### Воспроизводство
Рождаемость на Фиджи, по состоянию на 2015 год, составляет 19,43‰ (88 место в мире). Коэффициент потенциальной рождаемости в 2015 году составлял 2,47 ребёнка на одну женщину (81 место в мире).
Смертность на Фиджи в 2015 году составляла 6,04‰ (163 место в мире).
Естественный прирост населения в стране в 2015 году составил 0,67% (149 место в мире).

### Возрастная структура

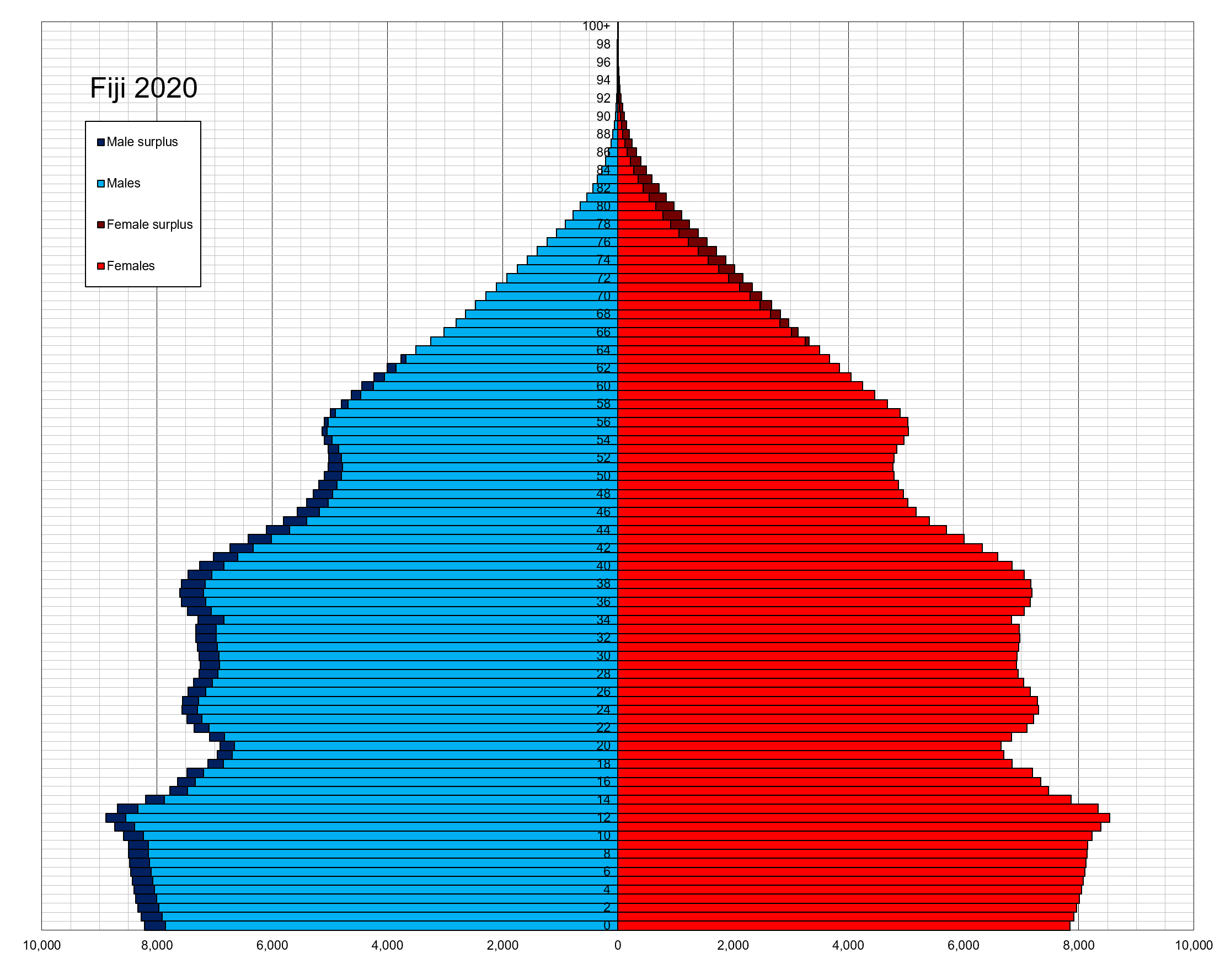
Возрастно-половая пирамида населения Фиджи на 2020 год

Средний возраст населения Фиджи составляет 28,6 лет (127 место в мире): для мужчин — 28,4, для женщин — 28,8 лет. Ожидаемая средняя продолжительность жизни в 2015 году составила 72,43 года (141 место в мире), для мужчин — 69,79 года, для женщин — 75,2 года.
Возрастная структура населения Фиджи, по состоянию на 2015 год, имела такой вид:
- дети в возрасте до 14 лет — 28,03% (130 251 мужчина, 124 633 женщины);
- молодёжь в возрасте 15—24 лет — 16,73% (77 716 мужчин, 74 449 женщин);
- взрослые в возрасте 25—54 лет — 41,12% (191 393 мужчины, 182 571 женщина);
- лица предпожилого возраста (55—64 лет) — 8,04% (37 019 мужчин, 36 141 женщина);
- лица пожилого возраста (65 лет и старше) — 6,07% (25 386 мужчин, 29 830 женщин)[1].

## Расселение
Плотность населения страны в 2015 году составила 47 чел./км² (162 место в мире).

### Урбанизация
Фиджи высокоурбанизированная страна. Уровень урбанизированности составляет 53,7% населения страны (по состоянию на 2015 год), темпы роста доли городского населения — 1,45% (оценка тренда за 2010—2015 годы).
Главный город государства: Сува (столица) — 176,0 тыс. человек (данные за 2014 год).

### Миграции
Годовой уровень эмиграции в 2015 году составлял 6,75‰ (203 место в мире). Этот показатель не учитывает разницы между законными и незаконными мигрантами, между беженцами, трудовыми мигрантами и другими.
Фиджи является членом Международной организации по миграции (IOM).

## Расово-этнический состав
| Этнический состав (2007 год) | Этнический состав (2007 год) | Этнический состав (2007 год) | Этнический состав (2007 год) | Этнический состав (2007 год) |
| Этнос:                       |                              |                              | Процент:                     |                              |
| ---------------------------- | ---------------------------- | ---------------------------- | ---------------------------- | ---------------------------- |
| фиджийцы                     |                              |                              | 56.8 %                       |                              |
| индийцы                      |                              |                              | 37.5 %                       |                              |
| ротуманцы                    |                              |                              | 1.2 %                        |                              |
| другие                       |                              |                              | 4.5 %                        |                              |

Главные этносы страны: итаукей (согласно закону 2010 года, коренные фиджийцы, смесь меланезийцев и полинезийцев) — 56,8%, индийцы — 37,5%, ротума — 1,2%, другие (европейцы, китайцы, полинезийцы) — 4,5% населения (оценочные данные за 2007 год).
Первые индийцы прибыли на Фиджи для работы по контракту. Затем многие из них стали владельцами сахарных плантаций,  превратились в наемных рабочих или открыли свой небольшой бизнес. К середине 1970-х годов в розничной торговле и других секторах прочно утвердилась местная китайская община. Во многих областях, включая уровень образования, и представленность в торговле и в некоторых других секторах экономики, коренные фиджийцы уступают индийцам и китайцам, однако они составляют свыше 99% служащих фиджийских вооруженных сил, 75% служащих фиджийской полиции и 90% служащих администрации.

## Языки
Официальные языки: английский и фиджийский. Другие распространённые языки: хиндустани.

## Религии
| Религии на Фиджи (2007 год) | Религии на Фиджи (2007 год) | Религии на Фиджи (2007 год) | Религии на Фиджи (2007 год) | Религии на Фиджи (2007 год) |
| Вероисповедание:            |                             |                             | Процент:                    |                             |
| --------------------------- | --------------------------- | --------------------------- | --------------------------- | --------------------------- |
| протестанты                 |                             |                             | 45 %                        |                             |
| индуисты                    |                             |                             | 27.9 %                      |                             |
| христиане                   |                             |                             | 10.4 %                      |                             |
| католики                    |                             |                             | 9.1 %                       |                             |
| мусульмане                  |                             |                             | 6.3 %                       |                             |
| сикхи                       |                             |                             | 0.3 %                       |                             |
| другие                      |                             |                             | 0.3 %                       |                             |
| атеисты                     |                             |                             | 0.8 %                       |                             |

Главные религии и верования, которые исповедуют, и конфессии и церковные организации, к которым относит себя население страны: протестантизм — 45% (методизм — 34,6%, Ассамблея Бога — 5,7%, адвентизм — 3,9%, англиканство — 0,8%), индуизм — 27,9%, другие течения христианства — 10,4%, римо-католичество — 9,1%, ислам — 6,3%, сикхизм — 0,3%, другие — 0,3%, не исповедуют ни одной — 0,8% (по состоянию на 2007 год).

## Образование
Уровень грамотности на 2015 год составил 99% взрослого населения (в возрасте от 15 лет): 99% — среди мужчин, 99% — среди женщин.
Государственные затраты на образование составляют 3,9% ВВП страны, по состоянию на 2013 год (102 место в мире).

## Здравоохранение
Обеспеченность врачами в стране на уровне 0,43 врача на 1000 жителей (по состоянию на 2009 год). Обеспеченность больничными койками в стационарах — 2 койки на 1000 жителей (по состоянию на 2009 год). Общие затраты на здравоохранение в 2014 году составляли 4,5% ВВП страны (160 место в мире).
Младенческая смертность до 1 года, по состоянию на 2015 год, составляла 9,94‰ (138 место в мире); мальчиков — 10,97‰, девочек — 8,87‰. Уровень материнской смертности в 2015 году составил 30 случаев на 100 тыс. рождений (129 место в мире).
Фиджи входит в ряд международных организаций: Международное движение (ICRM) и Международную федерацию обществ Красного Креста и Красного Полумесяца (IFRCS), Детский фонд ООН (UNISEF), Всемирную организацию здравоохранения (WHO).

### Заболеваемость
По состоянию на август 2016 года в стране были зарегистрированы случаи заражения вирусом Зика через укусы комаров Aedes, переливание крови, половым путём, во время беременности.
В 2014 году было зарегистрировано 7 тыс. больных СПИДом (122 место в мире), это 0,13% населения в репродуктивном возрасте 15—49 лет (109 место в мире). Смертность в 2014 году от этой болезни составляла приблизительно 100 человек (120 место в мире).
Доля взрослого населения с высоким индексом массы тела в 2014 году составляла 35,9% (25 место в мире).

### Санитария
Доступ к обустроенных источникам питьевой воды в 2015 году имело 99,5% населения в городах и 91,2% в сельской местности; всего 95,7% населения страны. Процент обеспеченности населения доступом к обустроенному водоотведению (канализация, септик): в городах — 93,4%, в сельской местности — 88,4%, в целом по стране — 91,1% (по состоянию на 2015 год). Употребление пресной воды, по состоянию на 2005 год, составляет 0,08 км³ в год, или 100,1 тонны на одного жителя в год: из которых 30% приходится на бытовые, 11% — на промышленные, 59% — на сельскохозяйственные нужды.

## Социально-экономическое положение
Соотношение лиц, в экономическом плане зависимых от других, к лицам трудоспособного возраста (15—64 лет) в целом составляет 52,8% (по состоянию на 2015 год): доля детей — 43,9%; доля лиц пожилого возраста — 8,9%, или 11,2 потенциально трудоспособных на 1 пенсионера. В целом данные показатели характеризуют уровень востребованности государственной помощи в секторах образования, здравоохранения и пенсионного обеспечения, соответственно. За чертой бедности в 2009 году находился 31% населения страны. Распределение доходов домохозяйств в стране имеет такой вид: нижний дециль — 2,6%, верхний дециль — 34,9% (по состоянию на 2009 год).
По состоянию на 2012 год, в стране 375,27 тыс. человек не имеет доступа к электросетям; 59% населения имеет доступ, в городах этот показатель составляет 72%, в сельской местности — 45%. Уровень проникновения интернет-технологий средний. По состоянию на июль 2015 года в стране насчитывалось 421 тыс. уникальных интернет-пользователей (139 место в мире), что составляло 46,3% общего числа населения страны.

### Трудовые ресурсы
Общие трудовые ресурсы в 2015 году составляли 347,7 тыс. человек (162 место в мире). Занятость экономически активного населения в хозяйстве страны распределяется следующим образом: аграрное, лесное и рыбное хозяйство — 70%; промышленность, строительство и сфера услуг — 30% (по состоянию на 2001 год). Безработица в 2014 году составляла 8,8% трудоспособного населения, в 2013 году — 8,7% (104 место в мире); среди молодёжи в возрасте 15—24 лет эта доля составляла 18,7%, среди юношей — 14,8%, среди девушек — 25,4%.

## Торговля людьми
Согласно с ежегодным докладом о торговле людьми (англ. Trafficking in Persons Report) Управления по мониторингу и борьбе с торговлей людьми Государственного департамента США, правительство Фиджи прилагает значительные усилия в борьбе с явлением принудительного труда, сексуальной эксплуатацией, незаконной торговлей внутренними органами, но законодательство отвечает минимальным требованиям американского закона 2000 года о защите жертв (англ. Trafficking Victims Protection Act’s) не в полной мере, страна находится в списке второго уровня.

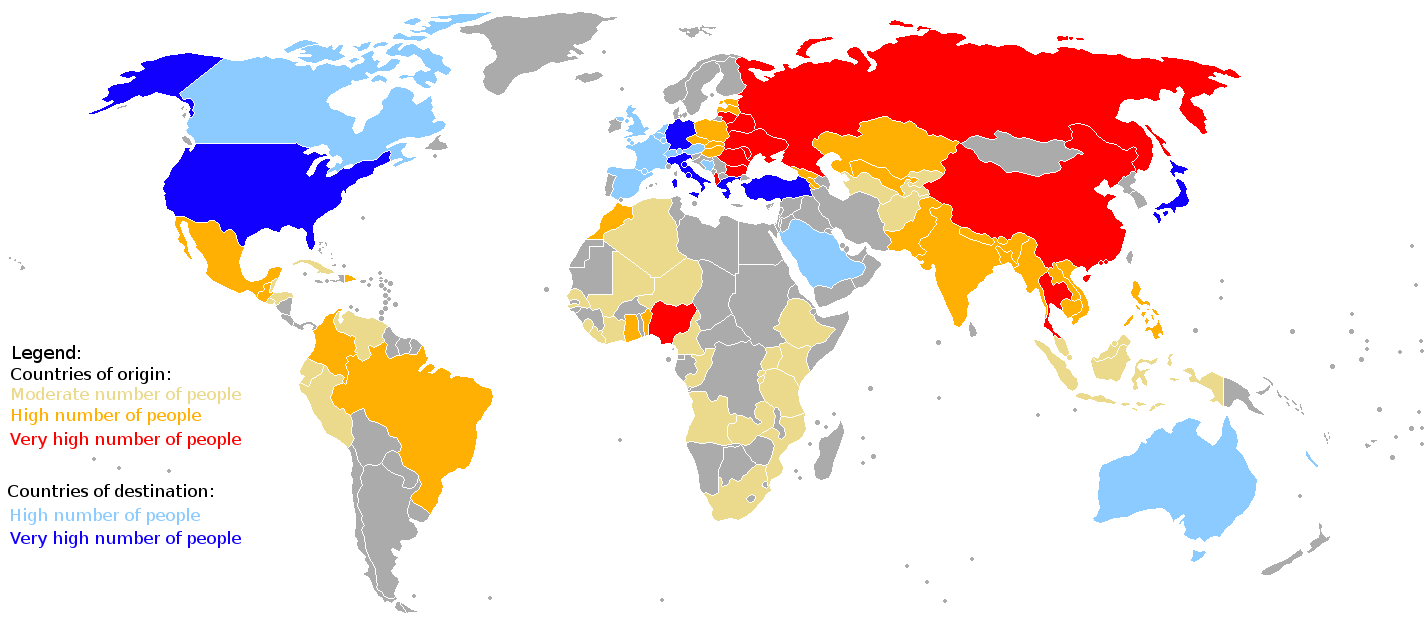
Страны-доноры (красный) и страны-реципиенты криминальных потоков   (англ.)
Глобальная борьба с торговлей людьми  (англ.)

## Гендерное состояние
Соотношение полов (оценка 2015 года):
- при рождении — 1,05 чел. мужского пола на 1 чел. женского;
- в возрасте до 14 лет — 1,05 чел. мужского пола на 1 чел. женского;
- в возрасте 15—24 лет — 1,04 чел. мужского пола на 1 чел. женского;
- в возрасте 25—54 лет — 1,05 чел. мужского пола на 1 чел. женского;
- в возрасте 55—64 лет — 1,02 чел. мужского пола на 1 чел. женского;
- в возрасте за 64 года — 0,85 чел. мужского пола на 1 чел. женского;
- в целом — 1,03 чел. мужского пола на 1 чел. женского;[1].